# Selaginella tanyclada
Selaginella tanyclada är en mosslummerväxtart som beskrevs av Arthur Hugh Garfit Alston, Crabbe och Jermy. Selaginella tanyclada ingår i släktet mosslumrar, och familjen mosslummerväxter. Inga underarter finns listade i Catalogue of Life.